# G.L. Kayser

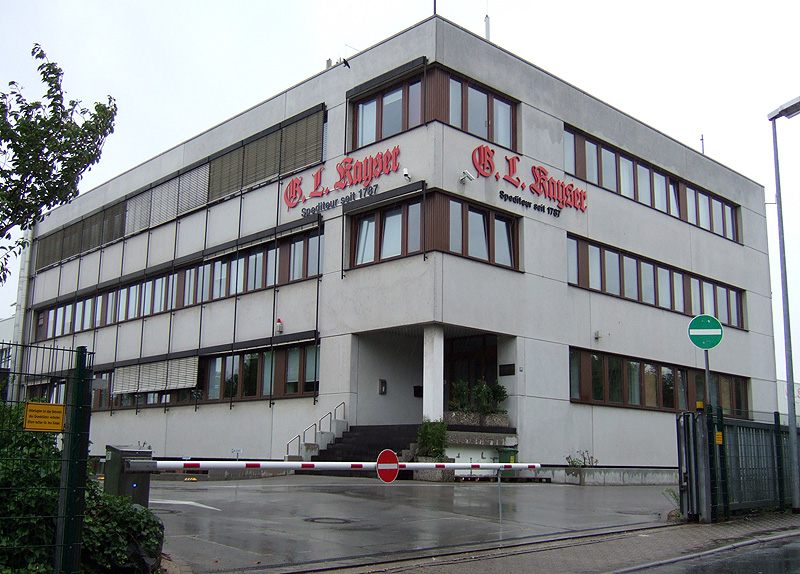
Zentrale in Hechtsheim

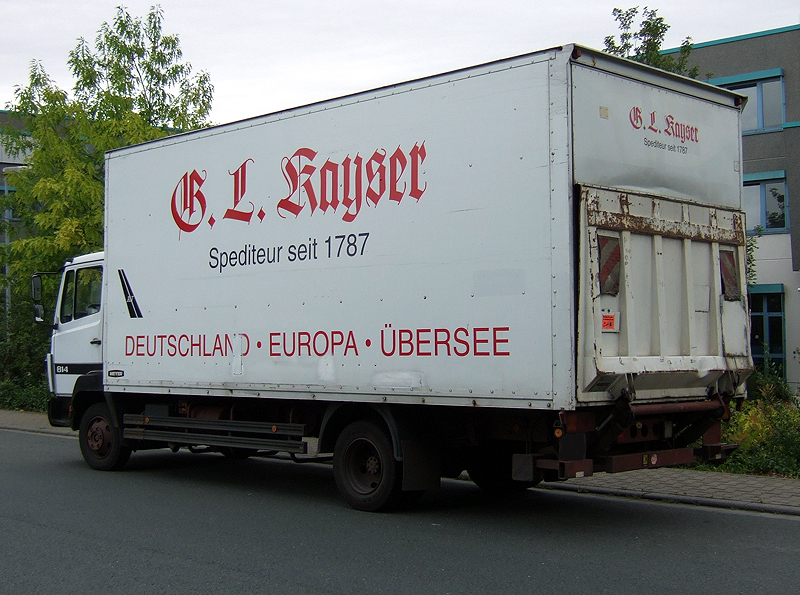
Lieferwagen von G.L. Kayser

Die G.L. Kayser Spedition  wurde 1787 von Georg Ludwig Kayser als Bank-, Handels- und Speditionshaus gegründet und war das älteste Unternehmen in Mainz und nach Merck das älteste Unternehmen in Deutschland. Es befand sich bis 2007 über acht Generationen in Familienbesitz. Mit über 900 Mitarbeitern gehörte es zu den größeren Unternehmen in der Stadt Mainz.

## Geschichte
Bis 1930 waren Transporte auf dem Rhein die Basis des Unternehmens. Ab dann begann der Aufbau der LKW-Transporte. 1960 wurde der internationale Speditionsverkehr aufgenommen. Eine hauseigene EDV-Software wurde 1973 entwickelt. 1981 begann man mit dem Aufbau der Lagerlogistik. Der Umzug vom Mainzer Zollhafen in die neue Anlage in Mainz-Hechtsheim erfolgte 1987 ebenso wie die Kooperationen mit IDS und German Parcel. Eine weitere Kooperation wurde 1992 mit EAST als Stückgut-System für Osteuropa begonnen.
Zum 31. Oktober 2007 hat der Schweizer Logistik-Konzern Kühne + Nagel, der seit Anfang 2007 seinen Rhein-Main-Standort nach Mainz verlegte, die Firma G.L. Kayser übernommen. Mit Wirkung zum 1. Juli 2010 firmiert die G.L. Kayser Spediteur seit 1787 GmbH & Co. KG unter dem Namen Kühne + Nagel (AG & Co.) KG, Zweigniederlassung Mainz.

## Geschäftsgebiet
Das Geschäftsgebiet der G.L. Kayser Spedition lag beim Frachtverkehr hauptsächlich im Inland, Europa aber auch im Übersee-Bereich.

## Unternehmenstöchter und Beteiligungen
- G.L. Kayser Kontraktlogistik GmbH, Sitz Mainz-Hechtsheim
- G.L. Kayser Airfreight Services GmbH, Sitz Flughafen Frankfurt Main
- Xanto (Beteiligung)